# Сенное (Восточно-Казахстанская область)
Сенное (каз. Сенное) — село в Улькен Нарынском районе Восточно-Казахстанской области Казахстана. Входит в состав Новополяковского сельского округа. Код КАТО — 635453500.

## Население
В 1999 году население села составляло 317 человек (160 мужчин и 157 женщин). По данным переписи 2009 года, в селе проживало 285 человек (149 мужчин и 136 женщин).